# Gojō
Gojō (五條市, Gojō-shi) és una ciutat i municipi de la prefectura de Nara, a la regió de Kansai, Japó. Gojō és el principal municipi i el més populós de la regió meridional de Nara. Tot i la seua consideració oficial com a ciutat, l'activitat econòmica principal del municipi n'és l'agricultura i el seu producte estrela el caqui persimó.

## Geografia
La ciutat de Gojō es troba localitzada al centre-oest de la prefectura de Nara, al bellmig de la península de Kii, tot i que habitualment s'associa el municipi amb la regió sud de la prefectura. El riu Yoshino passa pel terme municipal. Gojō està quasi totalment envoltat per muntanyes, tot i que el centre urbà està situat en una plana. Al nord-oest del municipi es troba el mont Kongō, de 1125 metres d'alçada i que separa Nara de la prefectura d'Osaka. El terme municipal de Gojō limita amb els de Kawachinagano, Chihaya-Akasaka, els dos a Osaka, Gose i Ōyodo al nord; amb Shimoichi, Tenkawa, Kurotaki i Kami-Kitayama a l'est; amb Hashimoto, Kōya (a la prefectura de Wakayama) i Nosegawa a l'oest; i amb Totsukawa al sud.

## Història
Des del període Nara fins a la fi del període Tokugawa, la zona on actualment es troba el municipi de Gojō va formar part de l'antiga província de Yamato. De 1869 fins a 1871, al començament de l'implantació del sistema de prefectures, va existir la prefectura de Gojō (五條県, Gojō-ken), la qual tenia la capital a la zona on actualment es troba el municipi homònim. L'actual ciutat de Gojō va ser fundada el 15 d'octubre de 1957. El 25 de setembre de 2005, els pobles de Nishi-Yoshino i Ōtō, ambdós del districte de Yoshino, van integrar-se dins de la ciutat de Gojō.

## Demografia
| 1920   | 1930   | 1940   | 1950   | 1960   | 1970   | 1980   |
| ------ | ------ | ------ | ------ | ------ | ------ | ------ |
| ND     | ND     | ND     | 45.522 | 43.489 | 41.546 | 40.089 |
| 1990   | 2000   | 2010   | 2020   | 2030   | 2040   | 2050   |
| 39.869 | 39.928 | 34.449 | 27.794 | -      | -      | -      |

## Transport

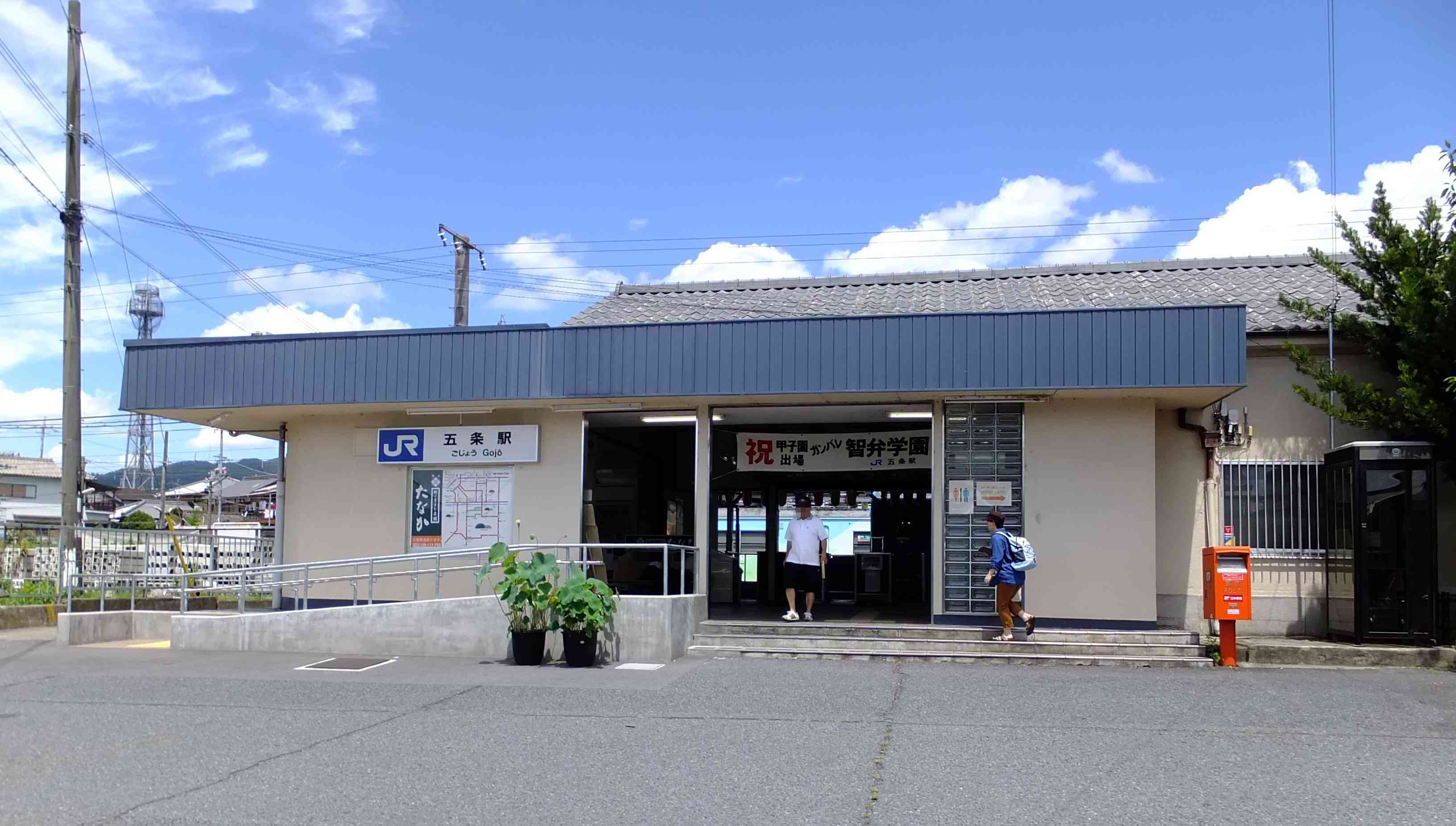
Estació de Gojô

### Ferrocarril
- Companyia de Ferrocarrils del Japó Occidental (JR West)
  - Kitauchi - Gojō - Yamato-Futami

### Carretera
- Autopista de Kyoto-Nara-Wakayama (Keinawa)
- Nacional 24 - Nacional 168 - Nacional 309 - Nacional 310 - Nacional 370